# Epizoanthus egeriae
Epizoanthus egeriae is een Zoanthideasoort uit de familie van de Epizoanthidae. De wetenschappelijke naam van de soort is voor het eerst geldig gepubliceerd in 1896 door Haddon & Duerden.